# Nils Fredrik Jernfeltz
Nils Fredrik Jernfeltz, född 14 februari 1757 i Ytterjärna socken, Stockholms län, död 29 april 1798 i Norrköping, var en svensk militär.
Nils Fredrik Jernfeltz var son till Gustaf Crispin Jernfeltz och Maria Elisabet Insenstierna. Han blev volontär vid Nylands dragonregemente 1766 och sergeant där 1768. Jernfeltz var avlönad page vid kungliga hovet från 1770 och kornett vid lätta livdragonregementet från 1774. Han blev förste kammarpage 1776 och löjtnant vid Nylands dragonregemente 1777, vice korpral vid livdrabantkåren 1779 och hovjunkare. Jernfeltz blev kapten vid Nylands dragonregemente 1780 samt ledamot i övre borgrätten 1782. Han blev major vid Savolaks regemente 1783 och förste kammarjunkare 1784. Jernfeltz förflyttades som major till Östgöta infanteriregemente 1786 och utnämndes där till överstelöjtnant 1790. Han blev överste i armén 1791 och var överste och sekundchef för Livgrenadjärregementet 1792–1798. Som militär medverkade Jernfeltz vid striderna i Finland 1788–1790, däribland affärerna vid Uttismalm, Kaipiais, Valkeala och Keltis baracker. Han fick avsked från uppdraget som förste kammarpage  och ledamotskapet i övre borgrätten 1789. Jernfeltz blev riddare av Svärdsorden 1789.